# Municipio de Rafael Lucio
El municipio de Rafael Lucio se encuentra en el estado mexicano de Veracruz, es uno de los 212 municipios de la entidad y tiene su ubicación en la zona centro montañosa del estado. Su cabecera es la localidad de Rafael Lucio. Sus coordenadas son 19°35” latitud norte, con una longitud oeste de 96°59” y con una altura de 1,840 m s. n. m. El municipio fue nombrado en honor al médico mexicano Rafael Lucio Nájera.

## Toponimia
El municipio fue nombrado en honor del médico, científico y académico mexicano Rafael Lucio Nájera quien describió la lepra lepromatosa difusa, más tarde conocida como lepra de Lucio y Latapí. y fuera médico de Benito Juárez y de Maximiliano I de México.

## Historia
En 1586 existía un poblado llamado San Miguel del Soldado, correspondiendo a una venta establecida ahí después de consolidada la conquista.
El 18 de enero de 1735 el virrey Juan Antonio de Vizarrón y Eguiarreta, autorizó la fundación del pueblo.
En mayo de 1835 Daniel Thomas Egerton, un paisajista británico, visitó el pueblo de San Miguel del Soldado y realizó dos óleos sobre lienzo del pueblo y su iglesia.
Por Decreto del 5 de noviembre de 1932 se crea el municipio de Rafael Lucio y la cabecera se denomina Rafael Lucio, en honor del ilustre médico xalapeño.

## Escudo

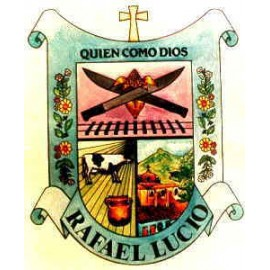
Escudo de Rafael Lucio

Al centro se representan las principales características económicas y geográficas del municipio, en el recuadro superior se muestra una mazorca atravesada con dos machetes símbolo de la principal actividad agrícola del lugar, abajo atraviesa la vía del ferrocarril que cruza por casi todo el municipio y en su auge el ferrocarril fue una de las fuentes de empleo más importante dentro del municipio. En los recuadros inferiores se destacan a la izquierda una vaca y un cántaro, ya que la ordeña de la leche es otro de los principales sustentos de los rafaeluciences; y a la derecha se muestra un panorama de las construcciones tradicionales del pueblo rodeado por el Cofre de Perote, toda vez que este municipio pertenece a esa misma sierra.
La parte superior se destaca por una cruz, que es el símbolo de la principal religión que se profesa en el lugar, la católica, por lo mismo la frase "Quien como Dios", en honor al Santo Patrono del Lugar San Miguel Arcángel y nombre que llevó la cabecera municipal durante varios siglos, San Miguel del Soldado.
En la parte inferior lleva el nombre oficial del municipio de Rafael Lucio, en honor al ilustre médico mexicano desde el año de 1932.
Costados: Detalles en Flores que representan la vasta vegetación con la que cuenta el municipio, incluso otra actividad comercial en pequeña escala es vender flores decorativas.

## Límites
Colinda al norte con los municipios de Tlacolulan y Jilotepec; al este con los municipios de Jilotepec y Banderilla; al sur con los municipios de Banderilla y Tlalnelhuayocan; al oeste con los municipios de Acajete.

## Clima
Su clima es templado-húmedo, con una temperatura de 23.5 °C y descensos de temperaturas con heladas durante el invierno, lluvias abundantes en verano y principios de otoño.

## Cultura
Rafael Lucio en sus tradiciones festeja el 8 de mayo la aparición de San Miguel Arcángel, patrono del pueblo, y el 29 de septiembre la fiesta patronal, las fiestas se celebran con música, feria, danzas y juegos pirotécnicos.
Las fiestas patronales en la provincia de Xalapa son todo un fenómeno social, religioso y cultural. Cada vez que el Santo Patrono debe ser festejado según los calendarios litúrgicos, muchos habitantes de un pueblo realizan una gran fiesta en donde también se festejan a ellos mismos. En el calendario litúrgico el día 29 de septiembre está dedicado a los arcángeles Miguel, Gabriel y Rafael.